# Krivodol (Podbablje)
Krivodol is een plaats in de gemeente Podbablje in de Kroatische provincie Split-Dalmatië. De plaats telt 537 inwoners (2001).